# Gobernador Roca
Gobernador Roca es una localidad y municipio argentino de la provincia de Misiones ubicado dentro del departamento San Ignacio. El ejido urbano se asienta como una delgada sucesión de manzanas a lo largo de la ruta Nacional N.º 12, con un promedio de 300 metros de ancho y un total de 2600 metros de largo. Esta ruta es también su principal vía de comunicación, conectándola al sudoeste con San Ignacio y Posadas, y al nordeste con Santo Pipó y Puerto Iguazú. La ruta Provincial N.º 6 es otra vía importante, que la enlaza con Corpus al norte y al sur con Roca Chica y Campo Viera. Ambas rutas están asfaltadas.

## Historia

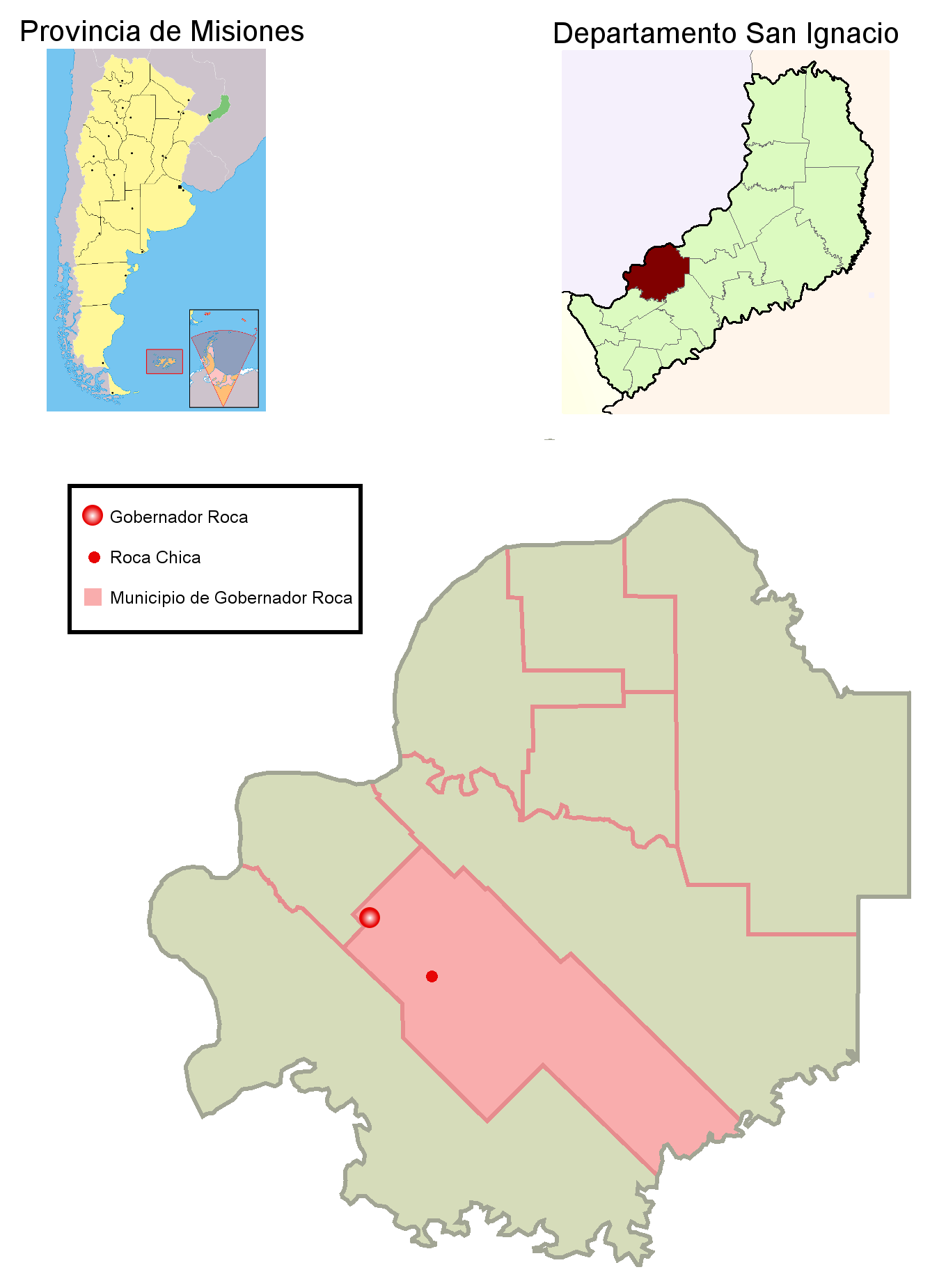
Municipio y localidad de Gobernador Roca en el departamento San Ignacio; el punto pequeño representa la localidad de Roca Chica.

Los primeros pobladores llegaron a la zona que hoy conforma Gobernador Roca en 1901, procedentes de Polonia y el Brasil bajo el impulso del gobernador Juan José Lanusse. La nueva colonia lindaba con la propiedad de la sucesión de Rudecindo Roca, primer gobernador de Misiones. Las fracciones de las colonias Corpus y Roca que habían quedado alejadas del ejido del municipio de Corpus solicitaron que se cree la Comisión de Fomento. El pedido daba como nombre al poblado Colonia Unida, nombre que luego sería cambiado por el presidente de la Nación a Gobernador Roca por sugerencia del gobernador Acuña.
Los principales cultivos son la yerba mate y la mandioca; esta última se industrializa en la localidad con una planta que elabora fécula de mandioca. También cuenta con molinos yerbateros y establecimientos madereros.
El municipio cuenta con una población de 6.315 habitantes, según el censo del año 2001 (INDEC). El municipio también incluye el núcleo urbano de Roca Chica.

## Instituciones deportivas
Gobernador Roca cuenta en la actualidad con dos instituciones deportivas, las cuales fomentan principalmente la práctica profesional del fútbol, siendo ellas el Club Social y Deportivo Roca y el Club Social y Deportivo Ágil. Ambas instituciones animan el clásico del pueblo y están afiliadas a la Liga Posadeña de Fútbol.

## Parroquias de la Iglesia católica
| Diócesis  | Posadas        |
| --------- | -------------- |
| Parroquia | Corpus Christi |

## Galería

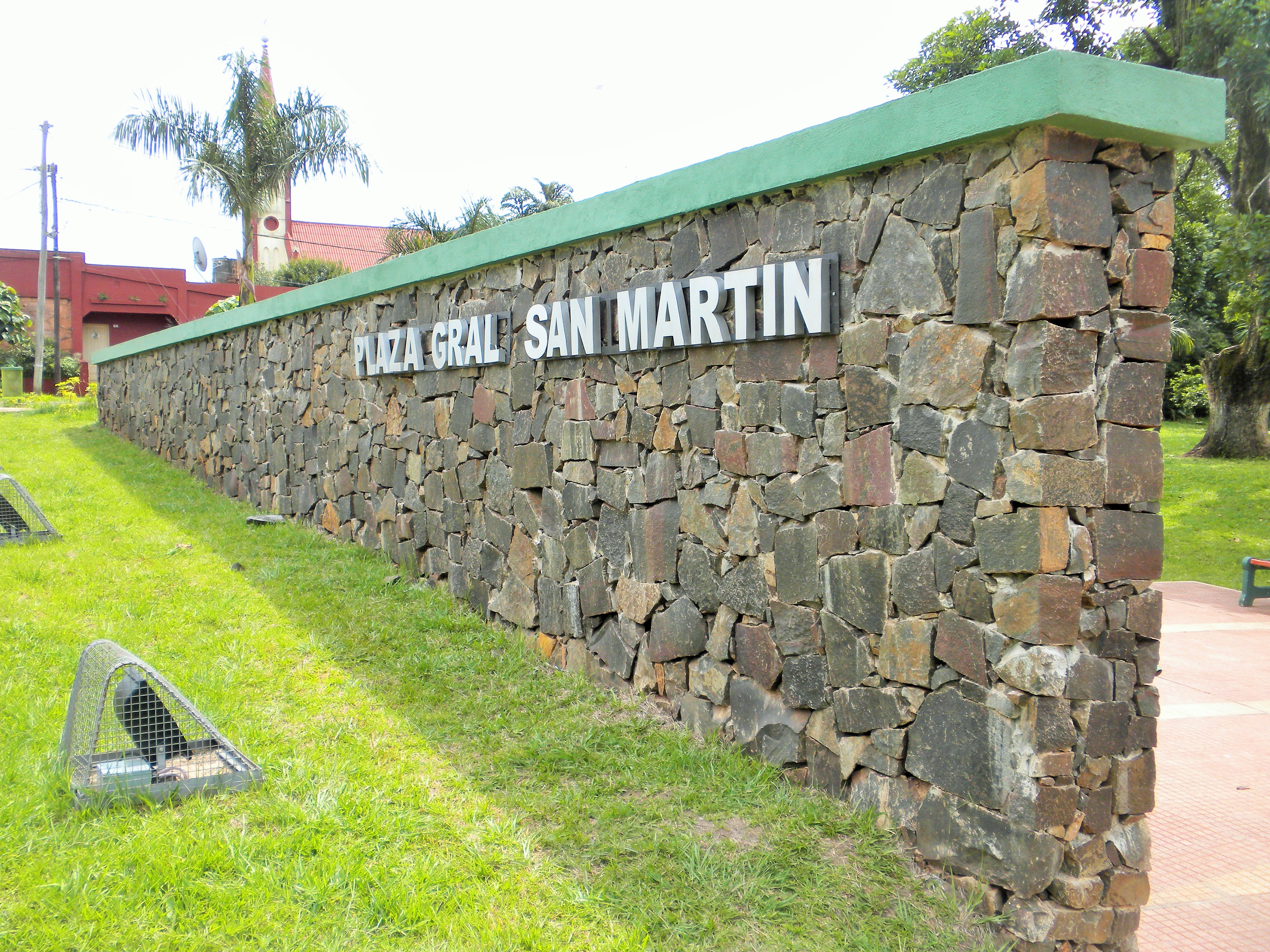
Plaza General San Martín.
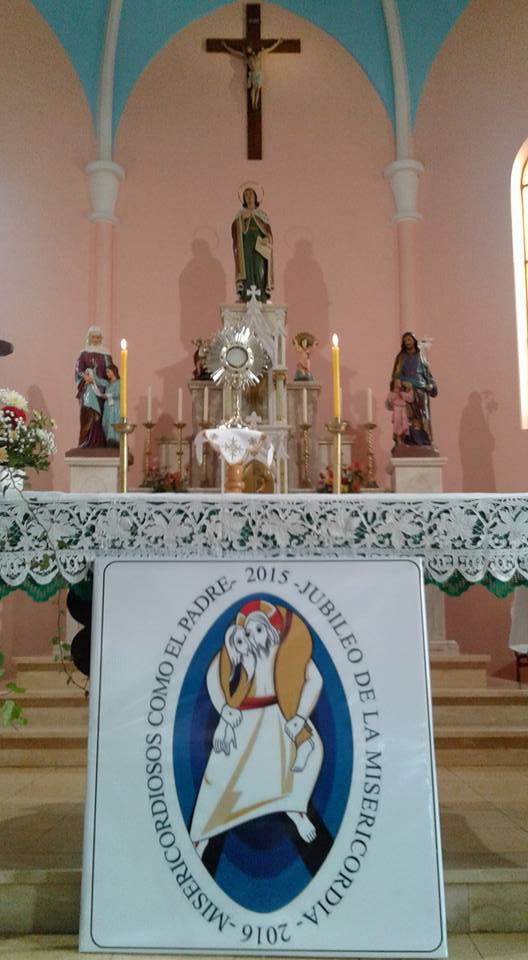
Altar en Iglesia "San Casimiro" de Gobernador Roca.
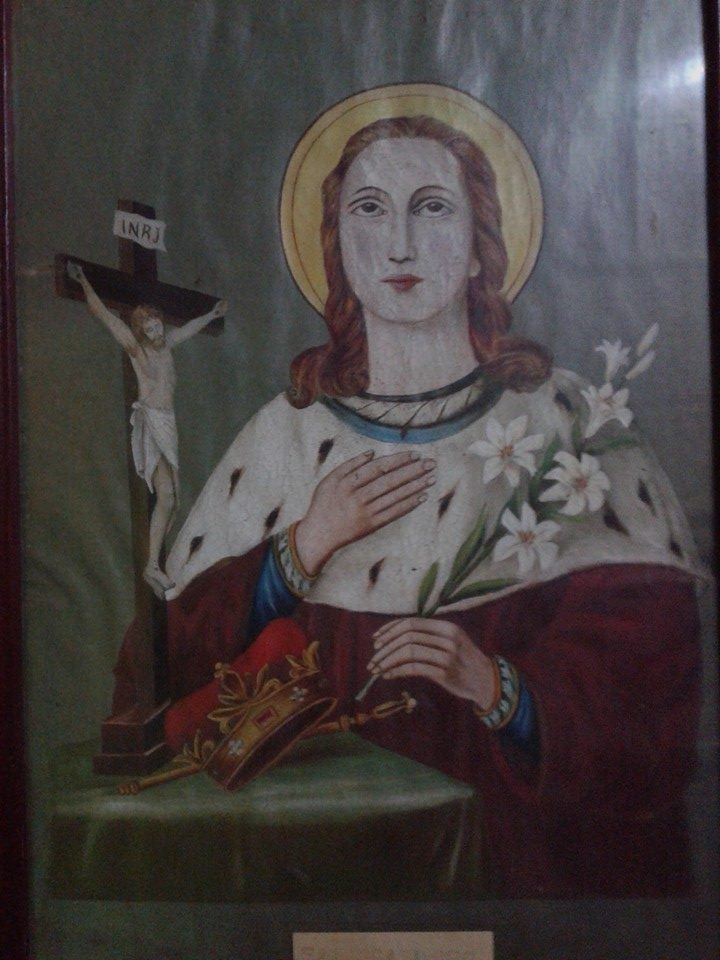
San Casimiro. Cuadro en la casa parroquial de Gobernador Roca.
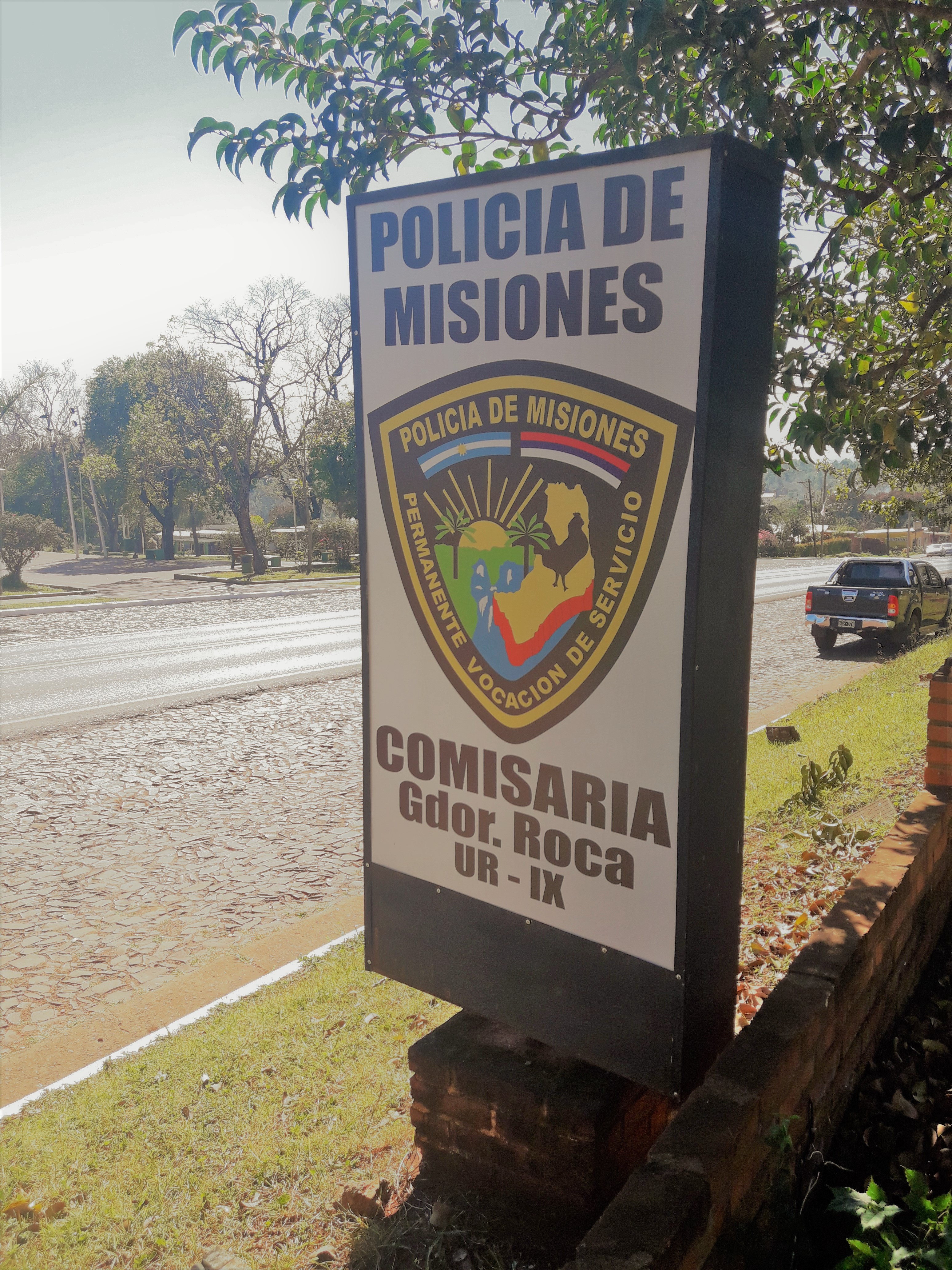
Comisaría de Gobernador Roca sobre Ruta 12.
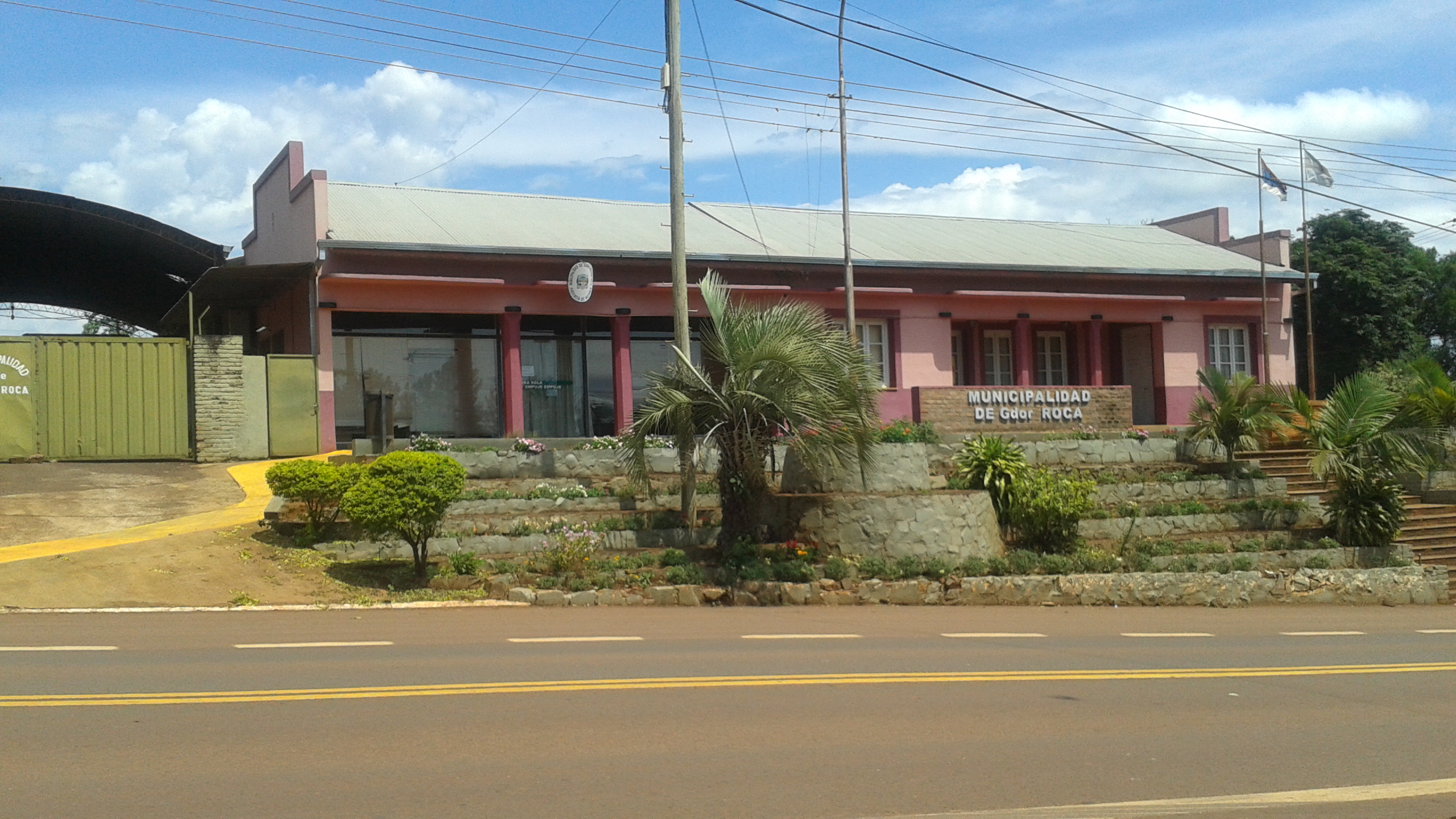
Municipalidad.